# Вимислувка
Вимислувка (пол. Wymysłówka) — село в Польщі, у гміні Белжиці Люблінського повіту Люблінського воєводства.
Населення — 125 осіб (2011).

## Демографія
Демографічна структура станом на 31 березня 2011 року:
|          | Загалом | Допрацездатний вік | Працездатний вік | Постпрацездатний вік |
| -------- | ------- | ------------------ | ---------------- | -------------------- |
| Чоловіки | 55      | 11                 | 34               | 10                   |
| Жінки    | 70      | 10                 | 34               | 26                   |
| Разом    | 125     | 21                 | 68               | 36                   |